# Пирс, Дэвид Хайд
Дэ́вид Хайд Пирс (англ. David Hyde Pierce; род. 3 апреля 1959) — американский актёр и режиссёр. Наибольшую известность ему принесла роль психиатра Найлза Крэйна в ситкоме «Фрейзер», за которую он получил четыре премии «Эмми».

## Ранняя жизнь
Дэвид был самым младшим из четырёх детей. Он родился в Саратога-Спрингс, штат Нью-Йорк. Его мать, Лора Мэри (в девичестве Хьюз), была страховым агентом, а его отец, Джордж, был актёром. У Пирса есть старший брат Томас, и две старшие сестры Барбара и Нэнси.
Ещё ребёнком Пирс увлекался игрой на пианино и часто играл в частной Епископальной церкви в Саратога-Спрингсе. В средней школе начал заниматься актёрством, и даже получил признание как лучший студент драматических искусств. Однако его любовь к музыке была всё ещё сильна, так что он решил учиться классической игре на фортепиано в Йельском университете. Однако Пирсу вскоре наскучило на уроках истории музыки и он признал, что он не уделял ей достаточно времени, чтобы стать успешным концертным пианистом. Вместо этого, он окончил колледж в 1981 году с двумя специализациями в англистике и театральных искусствах.
Во время учёбы в университете Пирс срежиссировал несколько студенческих спектаклей. Среди ролей, сыгранных в Йеле, были в «В ожидании Годо», «Кто боится Вирджинии Вулф?» и др.

## Карьера

### Театр
После окончания университета, он переехал в Нью-Йорк, где в течение 1980—90-х годов он сменил множество работ: от продажи галстуков до работы охранником, — продолжая при этом следовать своей мечте посещая актёрскую студию Michael Howard Studios. В этот период он сыграл Лаэрта в популярной внебродвейской постановке «Гамлета» и дебютировал в Бродвейской постановке Кристофера Дюранга «За терапией».
В 2005 году Пирс сыграл в постановке комедийного мюзикла «Спамалот» по мотивам известного британского фильма «Монти Пайтон и Священный Грааль». В августе-сентябре 2006 года Пирс сыграл главную роль лейтенанта Фрэнка Киоффи в постановке «Шторы». В марте 2007 года «Шторы» были показаны на Бродвее, и 10 июня 2007 года Пирс был удостоен премии «Тони».
19 ноября 2007 года Пирс был удостоен звания почетного доктора искусствоведения от Ниагарского университета в Льюистоне, штат Нью-Йорк.
В 2010 году Пирс появился в пьесе Дэвида Хирсона La Bête, поставленной Мэттью Варкусом.
В 2013 году Дэвид Хайд Пирс сыграл одну из главных ролей в пьесе «Ваня и Соня, и Маша, и Спайк». Эта внебродвейская комедия по мотивам чеховских пьес оказалась настолько успешной, что 14 марта 2013 года она вышла на бродвейскую сцену. За данную роль Пирс был номинирован на премию «Тони» в категории «Лучшая мужская роль в пьесе».

### Телевидение
Первым большим телевизионным прорывом Пирса стала политическая комедия Нормана Лира «Власть имущие», где он сыграл конгрессмена Теодора. Однако несмотря на положительные отзывы критиков, сериал был отменён.
Отчасти из-за сходства с Келси Грэммером, продюсеры телесериала «Фрейзер», пригласили актёра на роль Найлза Крэйна, младшего брата Фрейзера Крэйна. За эту роль Пирс был рекордные одиннадцать лет подряд номинирован на премию «Эмми» в категории «лучшая мужская роль второго плана», выиграв её четыре раза.
Он также сыграл в таких фильмах, как «Маленький человек Тейт» (1991), «Волк» (1994), «Никсон» (1995) и «К чёрту любовь!» (2003). В 1993 году он сыграл брата героини Мег Райан в фильме «Неспящие в Сиэтле», а в 2001 году он сыграл роль астрофизика профессора Генри Ньюмана в комедии «Жаркое американское лето».
В 2010 году Пирс сыграл главную роль Уорвика Уилсона в чёрной комедии «Идеальный хозяин».

### Озвучивание
Пирс известен своим отличительным голосом, и часто приглашался на работу озвучивания. Его заметные роли включают рассказчика в фильме «Брачные игры земных обитателей», палочника Слима в «Приключениях Флика», доктора Делберта Допплера в «Планете сокровищ» и амфибиобразного Эйба Сапиена в «Хеллбое». Он также озвучил таблетку Дрикс в анимационной комедии «Осмосис Джонс».

## Личная жизнь
После нескольких лет размышлений журналистов о его сексуальной ориентации, Пирс в 2007 году признался, что он открытый гей и позже подтвердил, что встречается с режиссёром и продюсером Брайаном Харгроувом. В 2007 году, когда Пирс получил премию «Тони» за постановку «Шторы», он поблагодарил «своего партнёра Брайана». Они поженились за несколько дней до того как Предложение 8 было принято как закон, запрещающий однополые браки в штате. 28 мая 2009 года, пребывая гостем в The View, он публично объявил о своей свадьбе с Харгроувом и выразил своё негодование принятием закона.

## Фильмография
| Фильмы | Фильмы                         | Фильмы          | Фильмы      |
| Год    | Название                       | Роль            | Примечания  |
| ------ | ------------------------------ | --------------- | ----------- |
| 1988   | Яркие огни, большой город      | бармен          |             |
| 1988   | Перекрёсток Делэнси            | Марк            |             |
| 1989   | Поцелуй вампира                | парень в театре |             |
| 1991   | Маленький человек Тейт         | Гарт Эммерик    |             |
| 1991   | Король-рыбак                   | Лу Росен        |             |
| 1993   | Неспящие в Сиэтле              | Деннис Рид      |             |
| 1993   | Семейные ценности Аддамсов     | доктор          |             |
| 1994   | Волк                           | Рой             |             |
| 1995   | Никсон                         | Джон Дин        |             |
| 1998   | Приключения Флика              | Слим            | озвучивание |
| 1999   | Брачные игры земных обитателей | рассказчик      | озвучивание |
| 2001   | Осмосис Джонс                  | Дрикс           | озвучивание |
| 2002   | Во всей красе                  | Карл            |             |
| 2002   | Планета сокровищ               | доктор Допплер  | озвучивание |
| 2003   | К чёрту любовь!                | Питер МакМаннус |             |
| 2004   | Хеллбой: Герой из пекла        | Эйб Сапиен      | озвучивание |
| 2010   | Идеальный хозяин               | Уорвик Уилсон   |             |